# Medalha Warner T. Koiter
A Medalha Warner T. Koiter foi instituida em 1996 pela Sociedade dos Engenheiros Mecânicos dos Estados Unidos. É dedicada a pesquisadores com contribuições significativas à mecânica dos sólidos.
A condecoração foi criada pela Technical University of Delft, em memória de Warner T. Koiter, onde foi professor de 1949 a 1979. 
Os agraciados recebem uma quantia em dinheiro e uma placa de bronze.

## Nomeação
Ver aqui a lista dos atuais membros do comitê.

## Agraciados
- 1997 – Warner Koiter
- 1998 – Viggo Tvergaard
- 1999 – Charles R. Steele
- 2000 – Giulio Maier
- 2001 – Wolfgang Knauss
- 2002 – James K. Knowles
- 2003 – David Roger Jones Owen
- 2004 – Zenon Mróz
- 2005 – Raymond Ogden
- 2006 – Pierre Suquet
- 2007 – Chin-Teh Sun
- 2008 – Richard D. James
- 2009 – Stelios Kyriakides
- 2010 - Nicolas Triantafyllidis
- 2011 - James G. Simmonds
- 2012 - Erik Van der Giessen[1]
- 2013 - Norman A. Fleck
- 2014 - Guruswami Ravichandran
- 2015 - Kaushik Bhattacharya